# 塔里耶伊·伯
塔里耶伊·伯（挪威語：Tarjei Bø，1988年7月29日—），挪威男子冬季两项运动员。他曾代表挪威参加2010年、2014年、2018年和2022年冬季奥林匹克运动会冬季两项比赛，获得三枚金牌、二枚银牌和一枚铜牌。

## 外部連結
维基共享资源上的相關多媒體資源：塔里耶伊·伯
- 塔杰伊·鲍伊在IBU（英语）
- 塔杰伊·鲍伊在FIS (cross-country)（英语）
- 塔杰伊·鲍伊在Olympics.com（英语）
- 塔杰伊·鲍伊在Olympedia（英语）